# 第13回宝塚記念
1972年6月4日に阪神競馬場で行われた第13回宝塚記念について詳細を記述する。
- なお、馬齢については当時の表記方法（数え年）とする。

## レース施行時の状況
この年の宝塚記念も前年の8頭に続き、ファン投票1位のアカネテンリュウが引退で頭数僅か7頭と少ない顔ぶれであったが、関東からメジロアサマ・ベルワイドと2頭の天皇賞馬が参戦で話題を集めた。
1番人気のベルワイドは、4歳時の前年は弥生賞3着・スプリングステークス2着でクラシックに臨んだものの、セントライト記念勝利以外は不本意な結果（皐月賞11着・ダービー6着・菊花賞4着）に終わった。古馬になったこの年は休養明けのオープン快勝の勢いに乗り挑戦した天皇賞 (春)で単勝1番人気に支持され、レースでも向う正面で先頭に立ち鮮やかに逃げ切った。
2番人気のメジロアサマは、4歳時は名門尾形藤吉厩舎に入厩しており、尾形厩舎の同期であるワイルドモアやミノル、ハクエイホウと共に「尾形四天王」と称されるもその4頭の中では最も評価が低かった。5歳時に尾形厩舎の主戦騎手から調教師に転身した保田隆芳厩舎に転厩し、この転厩が功を奏したか、安田記念で重賞初勝利を挙げ、距離適性が疑問視されていた天皇賞 (秋)を尾形厩舎のフイニイの追撃を退け勝利。一流馬の仲間入りを果たすと、6歳時には宝塚記念で一世代下の僚友メジロムサシと共にワンツーを決め、アサマは2着であったが、これは「メジロ記念」とも言われた。7歳になった同年はAJCCをレコード勝ちなど安定した力を発揮。
3番人気はショウフウミドリ。準オープン馬ながら降雨と見て前日の自己条件からこちらに回った。マイラーズカップで重賞に初めて挑戦し、デビュー戦以来となる着外の6着に敗退。自己条件に戻ったエメラルドステークス（900万下）を1番人気に応えて快勝し、今回の宝塚記念が2度目の重賞挑戦となった。準オープン馬ながらファン投票で14位に入り、当日も天皇賞馬2頭に次ぐ3番人気に支持された。
以下の人気は、前年のビクトリアカップを勝ったタイヨウコトブキ、宝塚記念に推薦されるまでに力を付けたヤマニンホマレ、道悪巧者シンシティと続き、天皇賞 (春)でベルワイドと接戦を演じたキームスビィミーは道悪不得意が嫌われて殿人気であった。

## 出走馬
芝2200メートル 天候・曇 馬場状態・不良
| 枠番 | 馬番 | 競走馬名         | 性齢 | 騎手       | オッズ    | 調教師     |
| ---- | ---- | ---------------- | ---- | ---------- | --------- | ---------- |
| 1    | 1    | ベルワイド       | 牡5  | 加賀武見   | 1人(2.9)  | 阿部正太郎 |
| 2    | 2    | ヤマニンホマレ   | 牡6  | 稲部和久   | 5人(13.2) | 浅見国一   |
| 3    | 3    | タイヨウコトブキ | 牝5  | 大久保哲男 | 4人(12.6) | 大久保石松 |
| 4    | 4    | シンシティ       | 牡5  | 松田博資   | 6人(21.2) | 上田武司   |
| 5    | 5    | ショウフウミドリ | 牡7  | 松本善登   | 3人(4.9)  | 武田文吾   |
| 6    | 6    | メジロアサマ     | 牡7  | 池上昌弘   | 2人(4.8)  | 保田隆芳   |
| 7    | 7    | キームスビィミー | 牡7  | 小野幸治   | 7人(21.9) | 小林稔     |

## レース展開
レースはショウフウミドリが前半セーブして向正面3番手の内に入り、半マイル外からキームスピィミーが来てシンシティを追走。4コーナーで早くもシンシティの外へ並びかけ2頭の叩き合いとなり、1ハロン過ぎてこれをせり落とし1馬身半ほどリードすると、そこへ内からタイヨウコトブキ、外からはキームスビィミーとベルワイドも来るが、これらの追撃をよく押え切る。タイヨウコトブキも前半インでセーブし、半マイル過ぎから徐々に上がり、4コーナーではインの3番手に付ける。そこからシンシティ、ショウフウミドリの内をめがけて追い上げると、あと100mでシンシティの内へ馬体を合わす。ゴール前4頭の競り合いとなったが、寸前で抜けていた。シンシティは1コーナーで内が空くところをスルスルと進出し、2コーナーで外のベルワイドに並び、半マイル手前でトップに立つ。
3ハロンでショウフウミドリが来ると、4コーナーでこれに捕まってからもよく粘り、タイヨウの競りかけにも我慢した。寸前で力尽きたが、外のキームスビィミーとベルワイドを押える大健闘。キームスビィミーは終始外々を回わり向正面でショウフウミドリの外へ出し、両馬でベルワイドを交わして行くところ、4コーナーで再度ベルワイドが来て、内のタイヨウコトブキらと一団になってショウフウミドリとシンシティを追走。1ハロン手前で一度はベルワイドを半馬身ほど押えたが、あと100mで再度食いつかれ2頭でシンシティに馬体を合わしながら抜け切れずに終わる。ベルワイドはダッシュよく先行して正面で馬場の真ん中へ持ち出すが、そのまま先行策に出たものの半マイル過ぎでインをつく各馬に次々に交わされ、完全に脱落を思わせたところを4コーナー外から盛り返す見せ場を作った。
キームスピィミーの外から抜け出しは成らなかったが、流石と思わせる迫力で敗れてなお強い印象を与えた。メジロアサマは外々を回わり半マイルで圏外に終わった。
この競走の映像（関西テレビ放送の中継の映像を収録したもの）は、1995年10月20日にポニーキャニオンより発売された「中央競馬GIシリーズ 宝塚記念史」に収録されている。

## レース結果
| 着順 | 枠番 | 馬番 | 競走馬名         | 着差     |
| ---- | ---- | ---- | ---------------- | -------- |
| 1    | 5    | 5    | ショウフウミドリ | 2分19秒9 |
| 2    | 3    | 3    | タイヨウコトブキ | 1/2      |
| 3    | 4    | 4    | シンシティ       | アタマ   |
| 4    | 7    | 7    | キームスビィミー | ハナ     |
| 5    | 1    | 1    | ベルワイド       | アタマ   |
| 6    | 6    | 6    | メジロアサマ     | 5馬身    |
| 7    | 2    | 2    | ヤマニンホマレ   | 1.1/2    |

### 払戻
| 単勝式   | 5   | 370円  |
| 複勝式   | 5   | 180円  |
| 複勝式   | 3   | 330円  |
| 連勝複式 | 5-3 | 1230円 |

## 記録
- この競走の勝ちタイム2:19.9は、優勝タイムとしては同レース史上最遅記録となっている（2024年現在）[1]